# Susan Hogan
Susan Hogan est une actrice canadienne.

## Biographie
Susan Hogan est mariée à l'acteur Michael Hogan jouant le Colonel Tigh dans la série Battlestar Galactica. Leurs enfants Gabriel Hogan, Charlie Hogan et Jennie Rebecca Hogan sont également acteurs.

## Filmographie
- 1979 : Chromosome 3 : Ruth Mayer
- 1991 : Croc-Blanc (White Fang) : Belinda Casey
- 1996 : Coup de sang de Jonathan Kaplan : Mary Dewey
- 1996 : Au-delà du réel : L'aventure continue (The Outer limits) (série télévisée) :  Phoebe Collins (Épisode 2.04 : L'homme aux yeux violets).
- 1997 : Au-delà du réel : L'aventure continue (The Outer limits) (série télévisée) : Dr. Marissa Golding (Épisode 3.06 : La pluie noire).
- 1998 : Au-delà du réel : L'aventure continue (The Outer limits) (série télévisée) : Krenn (Épisode 4.21 : La terre promise).
- 1998 : Les Soupçons de Mary (Silencing Mary) (TV) : Helen Stuartson
- 2004-2006 : The L Word (TV, 6 épisodes) : Sharon Fairbanks (VF : Anne Rochant)
- 2005 : Un mariage à l'épreuve (Hush) (TV) : Florence
- 2005 : Pour l'amour de Millie (Saving Milly) (TV) : Sénateur Bates
- 2007 : La Voleuse de diamants (Cleaverville) (TV) : Maggie Quinn
- 2007 : La Force du pardon (Crossroads: A Story of Forgiveness) (TV) : Principale Warren
- 2007 : Le Jeu de la vérité (Betrayals) (TV) : Mrs. Monroe
- 2008 : L'Île du secret (Whispers and Lies) : (TV) : Dr. Faye Croft
- 2009 : Warehouse 13 (TV) : Jeannie Bering
- 2010 : Dernier week-end entre amies (TV) : Rebecca
- 2010 : Life Unexpected (série télévisée)
- 2011 : Une vie pour une vie (TV) : Louise Turner
- 2011 : Sous l'emprise du pasteur : L'Histoire vraie de Mary Winkler (The Pastor's Wife) (TV) : Docteur Lynn Zager
- 2011 : Maman par intérim (Three Weeks, Three Kids) (TV) : Kathryn
- 2012 : Ce Noël qui a changé ma vie (It's Christmas, Carol!) (TV) : Linda
- 2013 : Les pendules de Noël (A very Mix-Up) (TV) : Penny
- 2014 : Le Médaillon de Noël (The Christmas Secret) (TV) : Judy
- 2014 : Les Lumières de Noël (The Color of Rain) (TV) : Anne Wheeler
- 2015 : Un foyer pour mes enfants (Welcome Home) (TV) : Muriel Paylor
- 2016 : En route vers le Mariage (The Wedding March) (TV) : Nora Winters
- 2016 : Petits meurtres et Confidences (Hailey Dean Mystery: Murder, with Love) (TV) : Elizabeth Dean
- 2016 : 10 choses à faire pour un Noël parfait (Christmas Bucket List) (TV) : Cathy
- 2017 : En Route Vers Le Mariage 2 Rendez-Vous Avec L'Amour (Wedding March 2: Resorting to Love) (TV) : Nora Winters
- 2017 : Coup de foudre glacé (Frozen in Love) (TV) : Kate Campbell
- 2018 : En route vers le mariage: un amour de Saint-Valentin (Wedding March 3: Here Comes the Bride) (TV) : Nora Winters
- 2018 : Noël à Crystal Falls (Christmas Joy) (TV) : Shirley Andrews
- 2018 : Belle pagaille à Noël (A Twist of Christmas) (TV) : Abby's Mother
- 2018 : À la maison pour Noël (Time for Me to Come Home for Christmas) (TV) : Mae Sawyer
- 2018 : Destination Noël (Welcome to Christmas) (TV) : Nell
- 2019 : Coup de foudre pour la bachelorette (My One & Only) (TV) : Ruth Fletcher